# Марселину-Виейра
Марселину-Виейра (порт. Marcelino Vieira) — муниципалитет в Бразилии, входит в штат Риу-Гранди-ду-Норти. Составная часть мезорегиона Запад штата Риу-Гранди-ду-Норти. Входит в экономико-статистический микрорегион Пау-дус-Феррус. Население составляет 8048 человек на 2006 год. Занимает площадь 345,707 км². Плотность населения — 23,3 чел./км².
Праздник города — 24 ноября.

## История
Город основан 24 ноября 1953 года.

## Статистика
- Валовой внутренний продукт на 2003 год составляет 14 861 105,00 реалов (данные: Бразильский институт географии и статистики).
- Валовой внутренний продукт на душу населения на 2003 год составляет 1812,99 реалов (данные: Бразильский институт географии и статистики).
- Индекс развития человеческого потенциала на 2000 год составляет 0,613 (данные: Программа развития ООН).